# Чжунлоу
Чжунло́у (кит. упр. 钟楼, пиньинь Zhōnglóu) — район городского подчинения городского округа Чанчжоу провинции Цзянсу (КНР). Название района означает «башня колокола»; он назван по находящейся на его территории башни эпохи Южной Тан, с которой ударами в колокол отмечали время.

## История
С древних времён именно в этих местах находились правление уезда, правление области и прочие официальные административные структуры. Когда в 1949 году из уезда Уцзинь был выделен город Чанчжоу, в этих местах был образован Район № 3. В 1952 году он был переименован в Западный район (西区), а в 1955 году — в район Чжунлоу. В 1966 году он был переименован в район Шэнли (胜利区), но в 1980 году району было возвращено название Чжунлоу. В 1987 году к району была присоединена часть территории расформированного района Гуанхуа.

## Административное деление
Район делится на 7 уличных комитетов и 1 посёлок.